# 土库曼尼利

橙色为土耳其裔伊拉克人分布区

土库曼尼利（土耳其語：Türkmeneli）是指土耳其裔伊拉克人居住的地方。这个地方位于伊拉克与敍利亚边界至伊拉克中部。在基尔庫克至摩苏尔一地，土耳其裔伊拉克人力求这些地方成为自治区。